# Lehrtechnik
Lehrtechniken sind pädagogische Mittel und Verfahren, die Lehrenden zeigen, wie effektiv gelehrt werden soll. Zum Lehren bedienen sich Experten der Lehrtechniken als Präsentations-, Visualisierungs- und Redetechniken und weiterer spezieller Verfahren der Pädagogik. Demgegenüber sind Lehrmethoden Verfahren, die aufzeigen, welche Formen im Unterricht bzw. in der Vorlesung einzusetzen sind, z. B. Lehrervortrag, Unterrichtsgespräch, Fragend-entwickelnder Unterricht. Der Begriff Lehrtechnik steht hier sowohl im Zusammenhang mit der theoretisch orientierten Didaktik als auch mit der praktischen, verfahrensbezogenen Methodik; er bezeichnet eine Tätigkeit komplexerer Art des Lehrenden, die speziell zu erlernen ist.
• Als allgemeine Lehrtechniken gelten u. a. lautes, verständliches und deutliches Sprechen des Lehrenden, Lebens- und Praxisnähe zeigen, Aktivitäten der Teilnehmer erwirken und Aufmerksamkeit erzeugen.
• Die Präsentationstechniken zeigen, in welcher Art und Weise ein Lehrender einem Teilnehmerkreis vorbereitete Lehrinhalte vorstellt. Es ist gerade heute mehr denn je notwendig, sich und seine Leistungen bzw. Produkte usw. in einleuchtender Weise zu präsentieren.
• Die Visualisierungstechniken sind bestimmte Mittel und Verfahren der bildhaften Darstellung von Sachzusammenhängen. Eine gelungene visuelle Darstellung sagt mehr, als es in tausend Worten ausgedrückt werden kann.
• Die Redetechniken sind Verfahren, die aufzeigen, wie ein Lehrender sprechen und wie er sich artikulieren soll. Wer viel zu leise spricht, wird von den Teilnehmern nicht verstanden. Richtige Modulation  bedeutet, die Stimme an passender Stelle zu heben bzw. zu senken. Eintönigkeit und Langeweile sind bei einem Vortrag zu vermeiden.
Beispiele für Lehrtechniken sind:
- Lehrervortrag
- Impulsreferat
- mind-mapping
- Erzähltechnik
- Führen eines Unterrichtsgesprächs

Winston Churchill hat es einmal so ausgedrückt: Wenn du gehört werden willst, sprich laut! Wenn du verstanden werden willst, sprich deutlich! Wenn du geliebt werden willst, sprich kurz!